# Élisabeth d'Ayen
Élisabeth d'Ayen Macready (Maintenon, 27 de outubro de 1898 — Paris, 7 de dezembro de 1969) foi uma tenista francesa. Medalhista olímpica de bronze em duplas com Suzanne Lenglen.